# N-Nitrosodiethylamin
N-Nitrosodiethylamin ist eine chemische Verbindung aus der Gruppe der Nitrosamine.

## Vorkommen
N-Nitrosodiethylamin wird beim Zusammensetzen, Formen und Aushärten von Elastomerteilen freigesetzt und ist als Bestandteil von Tabakrauch nachgewiesen.

## Gewinnung und Darstellung
N-Nitrosodiethylamin kann durch Reaktion von Diethylamin mit Stickstoffmonoxid gewonnen werden.

## Eigenschaften
N-Nitrosodiethylamin ist eine brennbare, schwer entzündbare, gelbliche Flüssigkeit. Sie zersetzt sich bei Erhitzung.

## Verwendung
N-Nitrosodiethylamin wird zur Induzierung von Krebs in Tierversuchen verwendet. Die Verbindung dient auch als Benzin- und Schmiermittelzusatz, Stabilisator in Kunststoffen, Lösungsmittel, Weichmacher für Copolymere; Vorläufer von 1,1-Diethylhydrazin.

## Regulierung
Über den Safe Drinking Water and Toxic Enforcement Act of 1986 besteht in Kalifornien seit dem 1. Oktober 1987 eine Kennzeichnungspflicht für Produkte, die N-Nitrosodiethylamin enthalten.

## Externe Links zu erwähnten Verbindungen
1. ↑  Externe Identifikatoren von bzw. Datenbank-Links zu 1,1-Diethylhydrazin:  CAS-Nr.: 616-40-0, PubChem: 69222, ChemSpider: 62435, Wikidata: Q63408830.